# Еньова буля
Снимката е на жени от село Козичино (Еркеч),община Поморие, област Бургас.

## Легенда за произхода на обичая
Според преданията за Еньовата буля, в някаква отдалечена във времето епоха, в китно (красиво и живописно, добре благоустроено) село, се срещат и се влюбват 2-ма млади – Еньо и Стана - при това толкова страстно, че сутрин стават с мисълта един за друг, денем отдалеч се гледат и въздишат, а вечер лягат с името на любимия на уста. Обаче не могат да се вземат, защото бащата на хубавицата Стана е против това. Той е богат и опак (инатлив, груб, припрян) човек и Еньо (явно - бедняк или недотам заможен/знатен) не му е по вкуса. Нехаещ (безразличен) за чувствата на чедото си, той съобщава на Стана, че й е намерил достоен жених и държи именно за него да се омъжи, въпреки сълзите и молбите й.
В деня на сватбата идват тежки (важни, добре нагласени и оборудвани) сватбари от съседното село да вземат Стана и да я отведат при младоженеца. Тя тръгва с тях, но на пътя им е река Тунджа и докато стигнат до нея, Стана вече е решила да се самоубие. Хвърля настрана булото си, мята се в бурните води на придошлата река и тялото й така и не изплува пак. 
След това здравето на иначе много якия Еньо рухва - той съвсем се поболява от мъка и 9 години остава на легло; дотолкова не става от леглото, че постелките под него изгниват, къщата му се разпадна и дори кладенецът на двора му пресъхва, а нивите и добитъкът му съвсем се опропастяват. Близките, а най-вече - сестра му - много му съчувстват.
Накрая сестрата на Еньо измисля, как да пооблекчи болестта му - взема още недотъканото платно от стана и след като връзва на кръст точилката, премята плата над нея, а по средата прави връзка с детски повой (пелена - което сочи към това, че самата тя е имала дете/деца). Така заформеното чучело, сестрата на Еньо превръща в кукла, изобразяваща булка, - нагиздва го с женски дрехи и му слага воал, - след което го отнася при брат си, уж възвестявайки му, че любимата му всъщност не се е удавила: - „Стани, Еньо, стани, братко! Стани да видиш твоята Стана е дошла булка да ти стане!“. Той наистина се оживява, вярвайки че това е истина и вече без мъка умира щастлив. Природата, която до този момент е била също потисната, на свой ред изразява облекчението си - небето "се отваря" и се изсипва проливен дъжд, който напоява и съживява треви, поляни и гори; берекетът също се умножава.